# Monacato femenino
Monacato femenino es una locución que se emplea para hacer referencia a la situación de las mujeres en el estado, actividad, institución y dignidad monástica, definidos en el sustantivo «monacato».

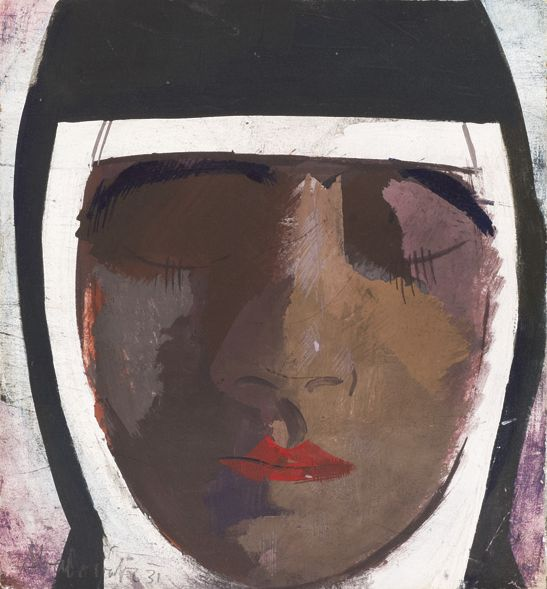
Monja (1931), óleo sobre tabla de 1931 de Vilmos Aba-Novák.

 La palabra «monacato» deriva del latín, monăchus, y a su vez del vocablo griego, μοναχός, que significa «el que vive solo». La forma femenina Мοναχή fue utilizada, aunque en menor grado que la masculina, en Еgipto desde antes de la era cristiana para designar entre otras nociones la del ascetismo y la del celibato. Uno de sus significados hace referencia al hombre o mujer célibe. En las fuentes literarias se usaba el término παρθένος. En la papirología, μοναχή aparece desde el siglo ІV hasta el siglo VIII d. C. Todos estos términos y conceptos se desarrollaron y evolucionaron en el ámbito de las diversas religiones las cuales constituyeron marcos de referencia para distinguir unos monacatos de otros, tanto en el sentido espiritual como en el de organización de esa forma de vida religiosa, ad intra y en sus relaciones institucionales con las autoridades civiles.
El adjetivo «femenino» otorga un matiz propio, al situar a las mujeres espacial y temporalmente en las variadas formas de monacato. Los descubrimientos, las investigaciones sobre las diversas acepciones de uno y otro término van indicando las coordenadas para situar a la mujer en lo que gráficamente, puede representarse como una línea del tiempo (ver Galería de imágenes, al final del artículo).
Diversos sistemas y estructuras conformaron el monacato femenino en diferentes momentos de la Historia. A través del tiempo se pusieron de manifiesto variados modelos de vida comunitaria, tanto con la inclusión de mujeres reconocidas por sus acciones, cuanto por aquellas otras que, en forma más anónima, se integraron en el sistema religioso y monástico de su tiempo, a menudo formando parte de grupos colectivos. Fruto de la cultura de épocas pasadas, el monacato femenino fue considerado frecuentemente un apéndice o complemento del monacato masculino, con niveles de formación diversos. Numerosos estudios interdisciplinarios (entre los que se cuentan los iniciados en 1945 por Josefina Murriel, acerca de las mujeres coloniales) sobre el monacato y sobre los géneros masculino y femenino permiten comprobar tanto aquellos aspectos que tienen en común como aquellos desarrollos propios y difererentes. El Concilio Vaticano II dedicó un decreto específico al tema de la renovación de la vida religiosa en la Iglesia católica, haciendo mención explícita en varios pasajes a varones y mujeres, seguidores ambos de la práctica de los consejos evangélicos desde los comienzos de la Iglesia (Perfectae caritatis, 1). Para ambos destacó el tema de su formación religiosa y apostólica, doctrinal y técnica, que debe continuar para la obtención incluso de los títulos convenientes (Perfectae caritatis, 18). El mismo Concilio había declarado previamente: «Las mujeres ya actúan en casi todos los campos de la vida, pero es conveniente que puedan asumir con plenitud su papel según su propia naturaleza. Todos deben contribuir a que se reconozca y promueva la propia y necesaria participación de la mujer en la vida cultural» (Gaudium et spes, 60).

## Orígenes del monacato femenino
En 1876, H. Weingarten publicó el resultado de sus investigaciones sobre el origen del monacato en la época postconstantiniana. Concluyó que el monacato cristiano tenía orígenes paganos, concretamente en Egipto. Desde entonces, fue creciendo el interés por buscar evidencias históricas de la conexión entre las formas religiosas y lo que se denominaba monacato. Al mismo tiempo y como respuesta a esa línea de investigación, se abrió otra tendiente a demostrar que el monacato cristiano tiene su origen en la revelación del Dios a Jesús y en la labor de los Padres del desierto.
David Knowles, monje benedictino inglés y regius professor de la Universidad de Cambridge, afirmó:

Lo único cierto que podemos decir es que la vida monástica aparece en varias de las más importantes religiones del mundo civilizado, y que, por lo tanto, es una reacción normal y humana ante las aspiraciones morales y espirituales.
David Knowles

El procurador general de la Orden Cisterciense de Estricta Observancia Armand Veilleux señaló que, desde sus primeras manifestaciones, el monacato apareció simultáneamente en todas sus variadas formas: cenobitismo y eremitismo, monacato del desierto y monacato urbano, etc. Los elementos comunes en las formas monásticas de vida religiosa son: el ascetismo para la separación del mundo o de la sociedad; virginidad y castidad; obediencia; pobreza; sujeción a una regla común o norma de vida; vestimenta diferente; inicio como noviciado; oración; prácticas penitenciales y sistema penitenciario para quien quebranta las normas de vida.

### Sacerdotisas, vestales, vírgenes
La virginidad y la castidad de las mujeres tuvieron una dimensión colectiva, pues cumplían funciones esenciales en el imaginario social de lo que representaba el fuego, el agua, el cultivo de las tierras, el ciclo vital. La situación de las vírgenes en los diferentes ritos y religiones giró en torno a la protección frente a quienes no respetaran más que el cuerpo de estas mujeres, la vinculación con lo sagrado. El otro eje es el de la obediencia, habida cuenta de la edad y ritos de inicio. Cuando se tenía certeza de que la mujer era culpable, el castigo debía ser mayor: puesto que el delito ofendía más a las divinidades, se debía aplacar su ira para que no repercutiera en la colectividad. En palabras de Cándida Martínez López, la unión entre castidad-fertilidad-bienestar fue una constante en el pensamiento antiguo. 

#### Las sacerdotisas en Egipto: las esposas del Dios

Clero femenino en el Antiguo Egipto: el harén de los dioses

Desde la IV dinastía que, según diferentes autores de la cronología del Antiguo Egipto, se inició en 2920 o 2613 a. C., se tiene constancia de la presencia de la mujer en la organización jerárquica del clero que se conoce con el término griego Phylé (en egipcio Sa). Dedicadas inicialmente al culto funerario, fueron ampliando sus actividades como músicas y bailarinas en el culto de los dioses. Llegaron a formar el «harén del dios»: supervisadas inicialmente por mujeres de alta e incluso de baja jerarquía, dedicadas al culto a los dioses y diosas, su actividad era musical. En Egipto, los harenes y concubinas no tenían el sentido turco del término. La traducción más correcta es, según Begoña Gugel, la de ipet-nesut y hener.

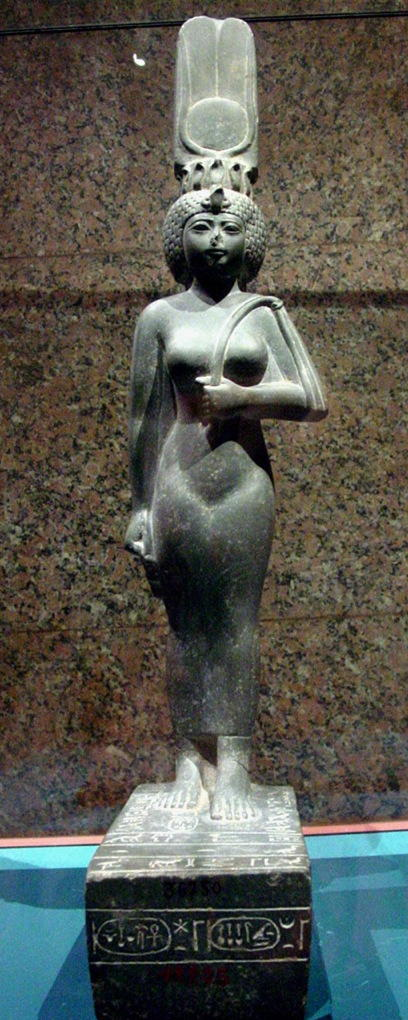
Estatua de Ankhnesneferibre, devenida en esposa del dios egipcio Amón en Tebas. Era la hija de Psamético II, faraón de la dinastía XXVI de Egipto. La estatua se encuentra ahora en el Museo nubio de Asuán, en el sur de Egipto.

Otra de las funciones específicas fue la de cuidar las pertenencias sagradas. Se las conoce también como «reclusas» o «concubinas» y pertenecían a la casa de la esposa del dios. La especialización de sus actividades musicales hizo que se constituyeran en un grupo femenino, llamado «las cantoras de Amón de los espacios interiores». A partir de la dinastía XXII se les exigió incluso el celibato. Desaparecieron en la dinastía XXII. Con el tiempo, las integrantes del clero femenino en el Antiguo Egipto llegaron a oficiar incluso como «sumos sacerdotes». En el Reino Nuevo, el matrimonio con algún sacerdote permitió a la mujer beneficiarse de un estatus social más elevado. La estructura jerárquica piramidal era análoga a la masculina. El Alto clero conformaba el grupo dirigente, mientras que el Bajo clero, grupo de sacerdotisas, era de orden menor. En el nivel más alto se encontraba la Esposa del dios, que apareció en la dinastía XI y que también varió según la época histórica. El cargo lo heredaban de madres a hijas de reyes que fueran a convertirse en reinas. Así como adquiría mayores atribuciones, después desaparecía y volvía a reaparecer. En el Reino Nuevo adquirió poder político, y pasó a llamarse "Esposa del dios Amón" o "Gran Profeta Femenino del dios Amón-Ra". En ocasiones se usó simultáneamente con el título de «Divina Adoratriz de Amón». Esta figura fue la que unió en la dinastía XXI a los dos poderes disgregados: en el norte, los reyes de Tanis apoyados por el clero menfita, y en el Sur, los grandes sacerdotes de Amón. El acuerdo fue posible estipulando que las hijas vírgenes de los reyes del norte se trasladaran a vivir al sur, tomaran el título de «Divina Adoratriz» y se comprometieran a permanecer célibes. Como ello impedía que tuvieran descendencia, para que el título pudiera heredarse, se dispuso que la Divina Adoratriz reinante adoptara una niña entre las princesas del rey sucesor. Desde entonces, el nombre de estas mujeres se acompañó del título de «Madre de...» es decir, de la mujer que la sucedería por adopción. Aunque llegaron a tener el poder político local, decayó en la dinastía XXVI.
Ankhnesneferibre y su sucesora Nitocris II, últimas mujeres que disfrutaron de este rango, no tuvieron poder político.

#### Las vestales, Aclacuna y mamacunas

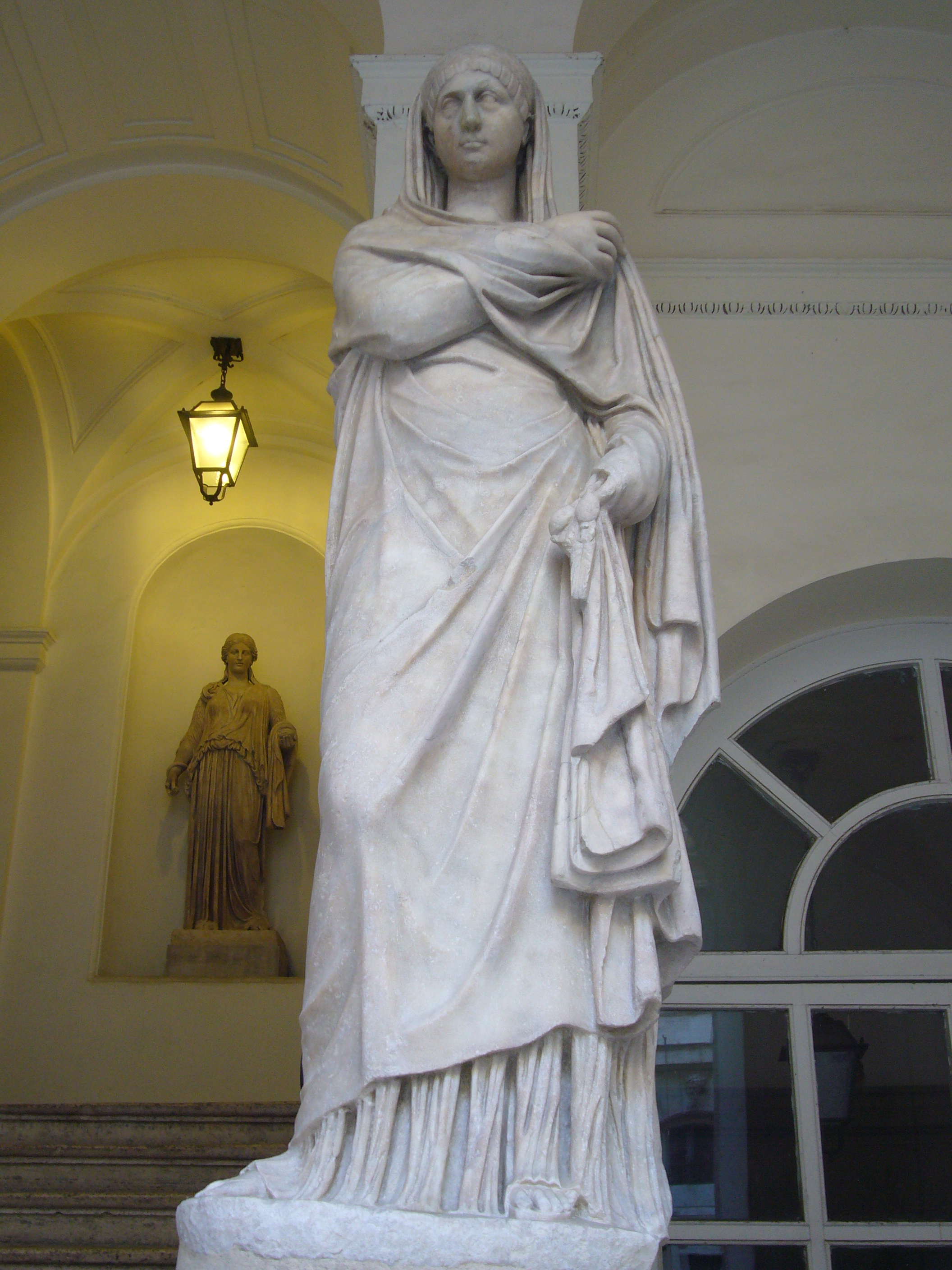
Escultura que representa a una vestal. Museo del Palacio Braschi, Roma.

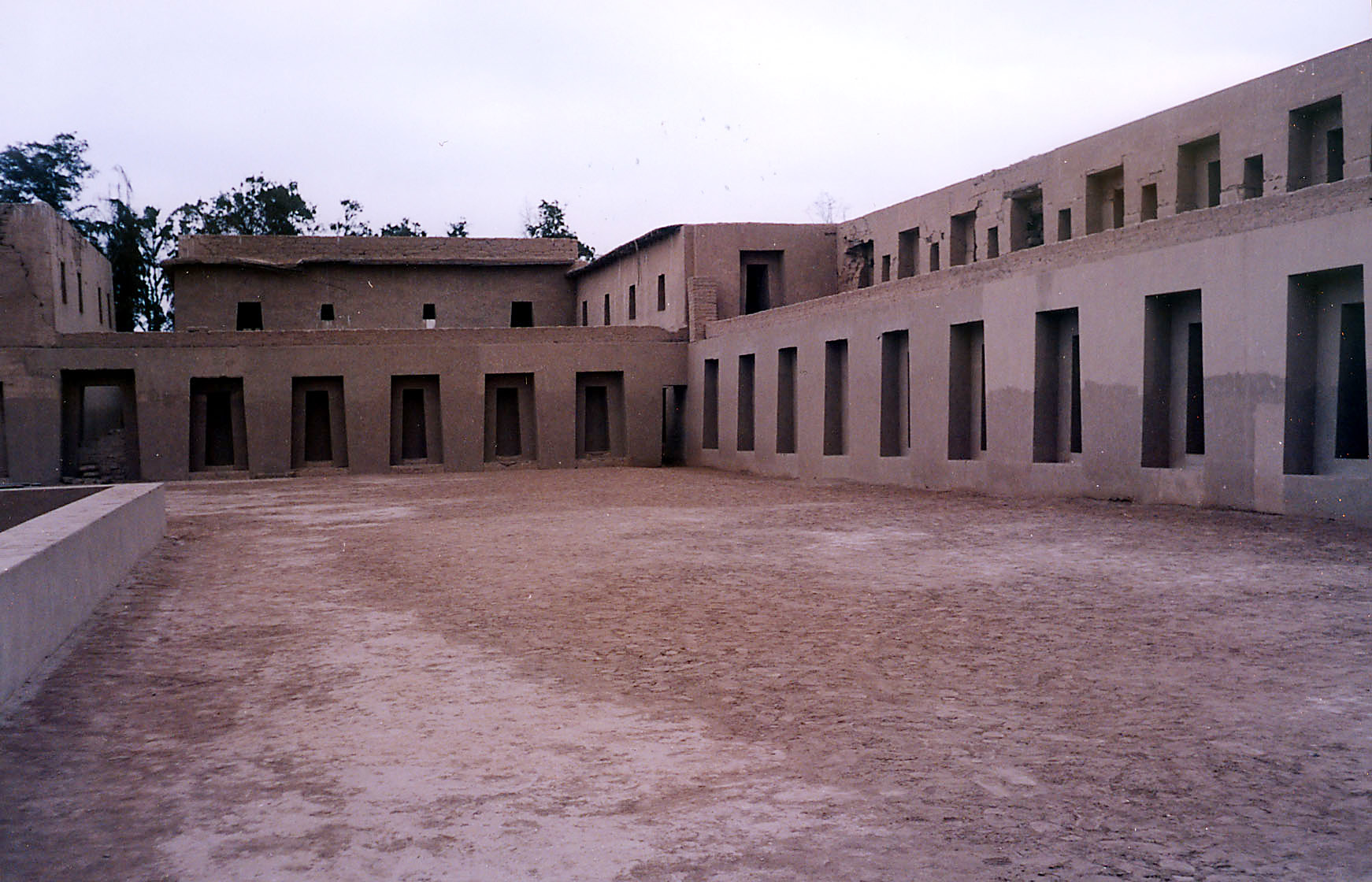
Sitio arqueológico de Pachacamac, Mamacona, en el valle de Lurín, 31 km al sur de Lima (Perú). Residencia de las mujeres elegidas para dedicarse al culto del sol.

En la Antigua Roma, las vestales fueron sacerdotisas vírgenes, consagradas a la diosa del hogar Vesta en cuyo templo estaba el fuego sagrado que las vestales mantenían encendido. Eran las responsables de que el fuego no se extinguiera. En la línea del tiempo, las vestales se ubican como predecesoras paganas de lo que serían las vírgenes consagradas. La analogía, si bien sitúa mejor a las vírgenes consagradas, desdibuja las coordenadas para situar a las vestales. Además, esta perspectiva no tiene en cuenta que hay un espacio egipcio, en un tiempo de dominación extranjera, en cuyo contexto sociopolítico y religioso vivieron, hombres y mujeres, diferentes formas de vida ascética y anacoreta.
Otro tanto sucedió con las vinculaciones entre vestales y dos instituciones de vida religiosa femeninas: Acllacuna en la cultura precolombina del Perú y las Acílacuna. Más alejadas del tiempo de las vestales, el parangón con éstas se resume en que en ambos casos se trataba de instituciones en las mujeres ingresan siendo niñas, a través de ritos de iniciación. Vivían recluidas en lugares concretos y limitados y tenían el deber o voto de castidad, durante treinta años o toda su vida, las vestales y hasta los dieciocho años o toda su vida, las Aclíacuna. La transgresión de la norma se castiga con la pena máxima que en algunas épocas es la pena de muerte que se ejecutaba enterrando vivas en un acto popular y ritual a las vestales y en un acto privado a las Aclíacuna.
Las mamacunas fueron descritas por los cronistas españoles como monjas al servicio de su dios Sol, dedicadas a tejer y pintar ropas de lana al servicio del templo. En este punto hay que tener en cuenta que en el Tahuantinsuyo, el tejido era un objeto de prestigio, muy valioso en el sistema basado en la reciprocidad. En otros documentos se las describe como matronas dedicadas a enseñar todo lo necesario a las doncellas. Unas y otras eran vírgenes pero solo las mamacunas permanecían encerradas hasta ser viejas. El castigo por no respetar la virginidad y el enclaustramiento, en la organización sociopolítica del Tahuantinsuyu, no era comparable con la clausura femenina española. Por esta razón, no podía haber continuidad de unas instituciones en otras. La mamacuna y la acllacuna no tenían sentido sin la red de reciprocidad e intercambio propia de la organización sociopolítica que existía en el Tahuantinsuyo.

### Monacato en la India
El bramanismo, religión que existía en lo que hoy es la India, fue desplazado con las enseñanzas del maestro Sidharta.
El Budismo fue reemplazado de nuevo por el bramanismo en la India, pero se extendió hacia el sur y el Norte. Se habla entonces del vajrayana, como una subdivisión metodológica del mahayana.
En el Tíbet se llegó a mezclar con el antiguo Bön, dando lugar al dogzchen, minoritario entre el tibetano. En Japón originó a varias escuelas, entre ellas el zen y shim. En China llegó a formar un canon propio.
Pues bien, es cierto que Buda se negó a ordenar mujeres, pero la historia cuenta que, a la tercera petición, que le hizo Maha Pajapati Gotamim, accedió. La sangha Bhikkhuni quedó constituida sometida a reglas especiales para regular la vida monástico-budista femenina. Después de 500 años la sangha desapareció. 
Lo cierto es que existen muy pocos monasterios de monjas y que es difícil conocer la historia de los que hubo.
No obstante, a través de sus páginas web, van mostrando cómo es el monacato femenino en el budismo. Tal es el caso del Monasterio de Sisinang Además, las investigaciones en el campo de los estudios de género y las publicaciones de estudios sobre las mujeres están aportando datos y explicaciones respecto a las causas de la desaparición del sangha femenino, facilitando así el camino iniciado de recuperación de esta forma de vida.
Una de las causas, según Rita Gross es la dificultad que había para que las mujeres pudieran establecer esa relación maestro/alumno propia del sangha.

### Otros monacatos en la Antigüedad clásica

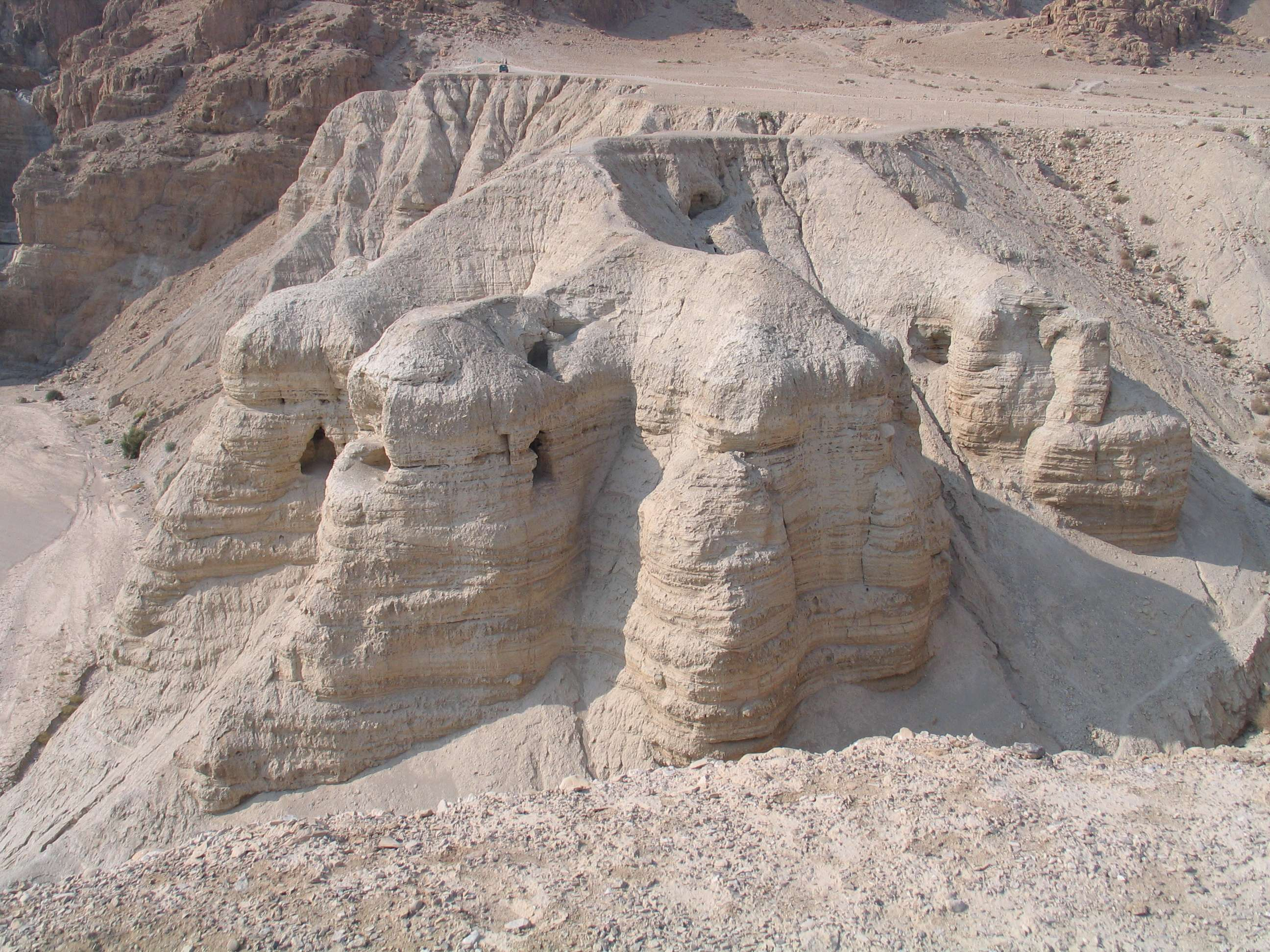
Cuevas de Qumrán.

El conocimiento que se tiene de otros monacatos en la Antigüedad clásica proviene, por un lado, de lo escrito por autores como Plinio el Viejo, Filón de Alejandría, y Epifanio de Constancia en relación con los esenios, y por otro, del descubrimiento de manuscritos del Mar Muerto o rollos de Qumrán, cuya autoría se atribuye a los esenios, en el marco del judaísmo pluriforme en cuyo ambiente teológico empezó a formarse el cristianismo. El descubrimiento de los rollos de Qumran mostró en qué grado las ideas del desierto se renovaron y mantuvieron vivas en el judaísmo. La vida monástica de Qumran, su soledad y su ruptura con el judaísmo hundido en los compromisos con otras civilizaciones estuvieron en relación íntima con la fidelidad a la alianza, la autenticidad del respeto a la ley y la intransigencia de la fe. No fue el deseo de meditar en el silencio, ni el hastío de los hombres, ni el abandono de las tareas sociales lo que empujó a los monjes de Qumran al desierto, sino la fidelidad a la alianza de Israel con Dios.
Otra comunidad fue la de los terapeutas y terapéutrides, descrita por el filósofo Filón de Alejandría, nacido en el año 15-10 a. C. y autor de la obra De vita contemplativa. Eusebio de Cesarea interpretó que Filón había descrito una secta cristiana. En el s XIX se cuestionó la falsedad de la obra. Después de demostrar su autenticidad, la cuestión sobre la religión a la cual pertenecieron estas comunidades se resuelve ya sea afirmando su conexión con el monacato cristiano o bien negando que se trate de vida monástica. Otros autores sostienen que fueron monasterios pitagóricos. Filón describe así a los terapeutas y terapéutrides:

La vocación de estos filósofos se indica por el nombre que llevan: terapeutas y terapéutrides, que es su verdadero nombre porque profesan un arte de curar mejor que el corriente en las ciudades, que solo cura los cuerpos,mientras que el suyo también las almas oprimidas por casi incurables enfermedades, como los placeres, los deseos, las aflicciones, los temores,la codicia, la locura, las injusticias y la multitud infinita de las otras pasiones; pero también en el sentido de «adoradores», porque la naturaleza y las leyes sagradas les han enseñado a adorar al Existente por sí mismo, que es mejor que el Bien, más puro que el Uno y más primordial que la Mónada.
Filón de Alejandría, De vita contemplativa 2

Vivían dedicados a la sabiduría, en celdas sin adornos, ayunando, y reuniéndose en la parte que llamaban santuario o monasterio. La vida estaba organizada de modo que durante seis días buscaban la sabiduría individualmente y el día séptimo ungían sus cuerpos en aceite. Además, el séptimo de cada siete días se reunían en el santuario para festejar y compartir el saber, sin vino ni carne, ni esclavos, porque para los terapeutas no existía la esclavitud.

La fiesta es también compartida por las mujeres, en su mayor parte vírgenes maduras, que han conservado su castidad no bajo coacción como algunas de las sacerdotisas griegas, sino por voluntad propia en su ardiente anhelo de sabiduría. Ansiosas de tenerla como compañera, han desdeñado los placeres del cuerpo y no desean descendencia mortal, sino esos hijos inmortales que solo las almas queridas a Dios pueden dar a luz sin necesidad de partera, porque el Padre ha sembrado en ella sus rayos espirituales permitiéndole aprehender las verdades de la sabiduría.
Filón de Alejandría, De vita contemplativa 68

## El monacato femenino en el cristianismo

### Orígenes del monacato femenino en el cristianismo
Según Masoliver, el monacato en el cristianismo primitivo constituyó el inicio de la vida religiosa como fenómeno colectivo pero, en el decir de Pío XII, la vida religiosa «no comenzó con la marcha de los monjes a las ardientes arenas del desierto, en pleno siglo IV. La Iglesia primitiva había conocido la existencia de vírgenes y ascetas célibes, que vivían en sus casas, en las ciudades, y que se reunían con los restantes miembros del Pueblo de Dios en torno a la Eucaristía» (Masoliver, op. cit., p. 106, y referencias allí citadas).

No hay duda de que las mujeres estaban involucradas de un modo más intenso en la primera difusión del cristianismo de lo que las fuentes, bajo su prisma centrado en el hombre, sugieren. En consecuencia, los estudios actuales sobre la mujer se esfuerzan en gran medida en redescubrir a las primeras mártires cristianas, las profetisas y las maestras [...].
Hans Küng, La Iglesia católica

En el siglo II se planteó la polémica entre los partidarios de una religión que prometía la gnosis, el conocimiento redentor de los orígenes del mal, y los que promovían la fe en el conocimiento de la verdad revelada. Estos últimos fueron los mayoritarios y establecieron cánones sobre qué era cristiano. Entre estos cánones estaba el del cargo del episkopos u obispo que pasó a ser quien decidía la correcta enseñanza «apostólica» sobre la base de la «sucesión apostólica». Según Hans Küng, los obispos desplazaron a los doctores carismáticos, y también a los profetas y a las profetisas.

Desafortunadamente, el establecimiento de estructuras jerárquicas imposibilitó especialmente la verdadera emancipación de la mujer, y aún es así.[...] El ethos de «igualdad» de los primeros cristianos se hacía valer predominantemente en la esfera privada, pero la educación, un noble ideal helénico, normalmente se le negaba a las mujeres. La dominación masculina se estableció por completo, especialmente en la esfera de lo sagrado. Incontables teólogos y obispos abogaban por la inferioridad de la mujer y contrariamente a todo lo permitido y deseado en la iglesia primitiva reclamaban la exclusión de las mujeres de todo ministerio en la iglesia.
Hans Küng, La Iglesia católica

Pío XII hizo expresa mención de cómo las vírgenes llegaron a ser en los primeros tiempos del cristianismo un estado ya definido, de modo que comenzó a ejercitarse esta profesión de la virginidad en el monacato primitivo:

La Iglesia, con sabia providencia, defendió en el orden exterior esta profesión cenobítica de las Vírgenes con leyes de clausura cada vez más severas. Y en cuanto al orden interno, de tal manera ordenó su género de vida, que casi insensiblemente fue delineando, en forma clara y perspicua, en sus leyes y en la ascética religiosa, el tipo de Monja o de Religiosa dedicada totalmente a la vida contemplativa, bajo una rígida disciplina regular.
Pío XII, Sponsa Christi 9

Se conoce como Ammas o madres del desierto a las primeras mujeres ascetas que, al igual que los padres del desierto, abandonaron las ciudades del Imperio romano y zonas aledañas en el siglo IV para ir a vivir en las soledades de los desiertos de Siria y Egipto. Este movimiento eremítico en el cristianismo nace a fines del siglo III y principios del siglo IV, particularmente tras la paz constantiniana, luego de que se promoviera la tolerancia religiosa con el edicto de Milán (313), y se lograra la unidad ideológico-administrativa a través del Concilio de Nicea. A las madres del desierto hizo referencia Paladio de Galacia en su Historia Lausiaca, compuesta entre los años 419 y 420 d. C., obra de gran importancia para el estudio del monacato oriental.

En referencia al monacato femenino Paladio mencionó en el prólogo que describiría las obras de los virtuosos ascetas que vivieron en el desierto y así mismo explicó que también evocaría los recuerdos de mujeres ancianas y "madres" ejemplares que poseídas por la fuerza de Dios, lucharon con espíritu varonil. Paladio hizo alusión a que estas dichas mujeres eran un ejemplo para aquellas otras que querían seguir el camino de la castidad y de la inocencia, y por ello remarcó en las primeras este principio ascético [...].
María J. Albarrán Martínez

Pero en la Historia Lausiaca se puede observar la existencia de una gran variedad de tipos de monacato femenino a través de numerosos capítulos en los que se recogen la vida y experiencias de mujeres ascetas de Еgipto y de otras zonas, tanto de la parte oriental como occidental del imperio. Paladio mencionó comunidades urbanas de vírgenes, vírgenes reclusas, mujeres que practicaban el ascetismo doméstico, vírgenes consagradas que vivían solas en sus propias casas en la ciudad de Alejandría, vírgenes que convivían con sus madres y mujeres que, a pesar de estar casadas, vivían con sus maridos sin consumar el matrimonio ("matrimonio espiritual"), mujeres anacoretas en el desierto, mujeres ascetas errantes o giróvagas y, finalmente, comunidades cenobíticas: monasterios femeninos que formaban parte de congregaciones masculinas y monasterios femeninos individuales. Todos estos tipos de ascetismo femenino ponen en evidencia la gran variedad de formas de vida ascética que se practicaban en Еgipto a finales del siglo ІV y principios del siglo V d. C., momento en el que Paladio vivió en Еgipto.

#### Fuentes literarias

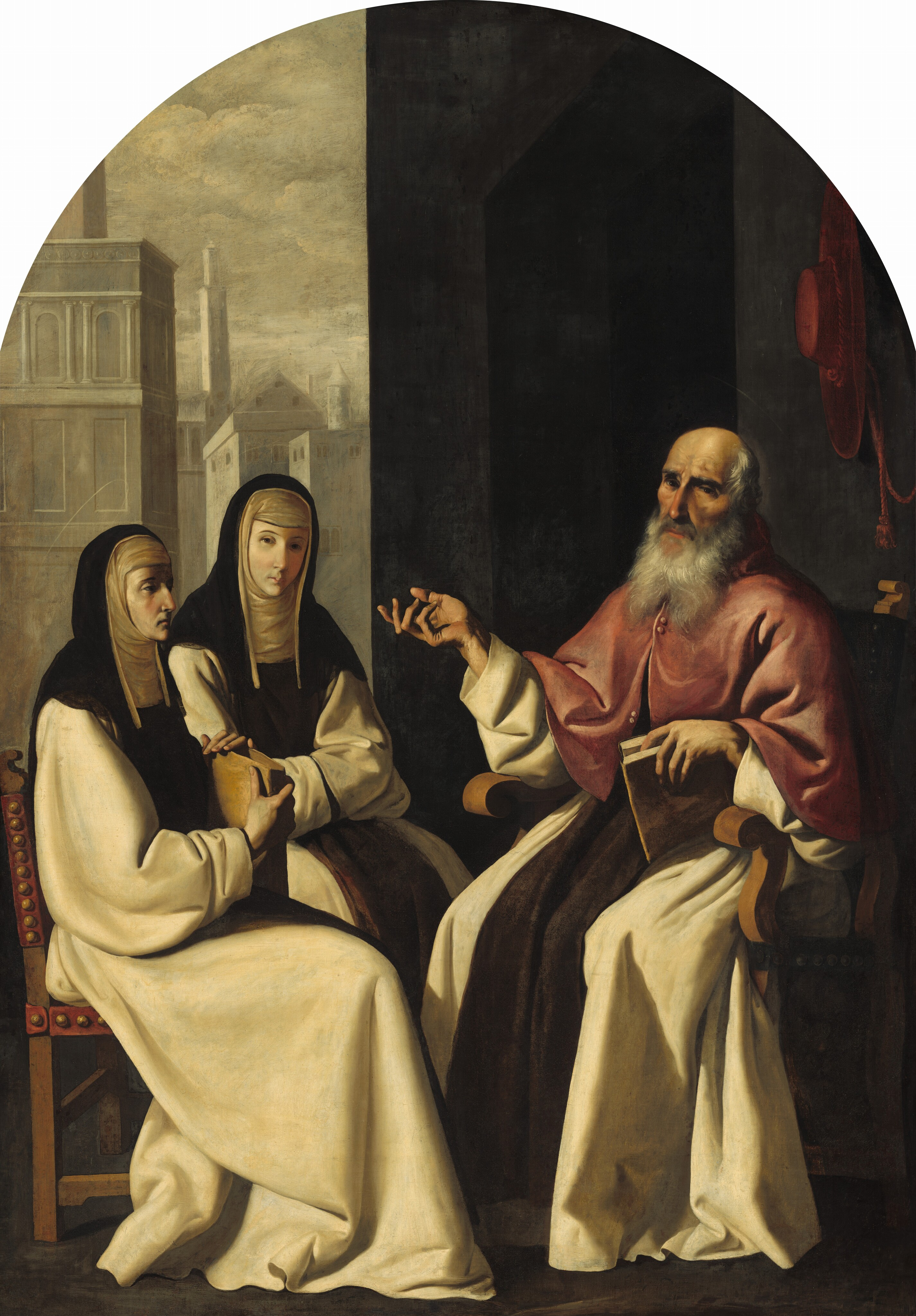
Óleo sobre tela creado por Francisco de Zurbarán (1638-1640), que representa a Paula de Roma, su hija Eustoquia, y Jerónimo de Estridón. Paula, quien había aprendido griego con su padre y hebreo en Palestina, fue de gran ayuda para San Jerónimo en sus trabajos bíblicos.

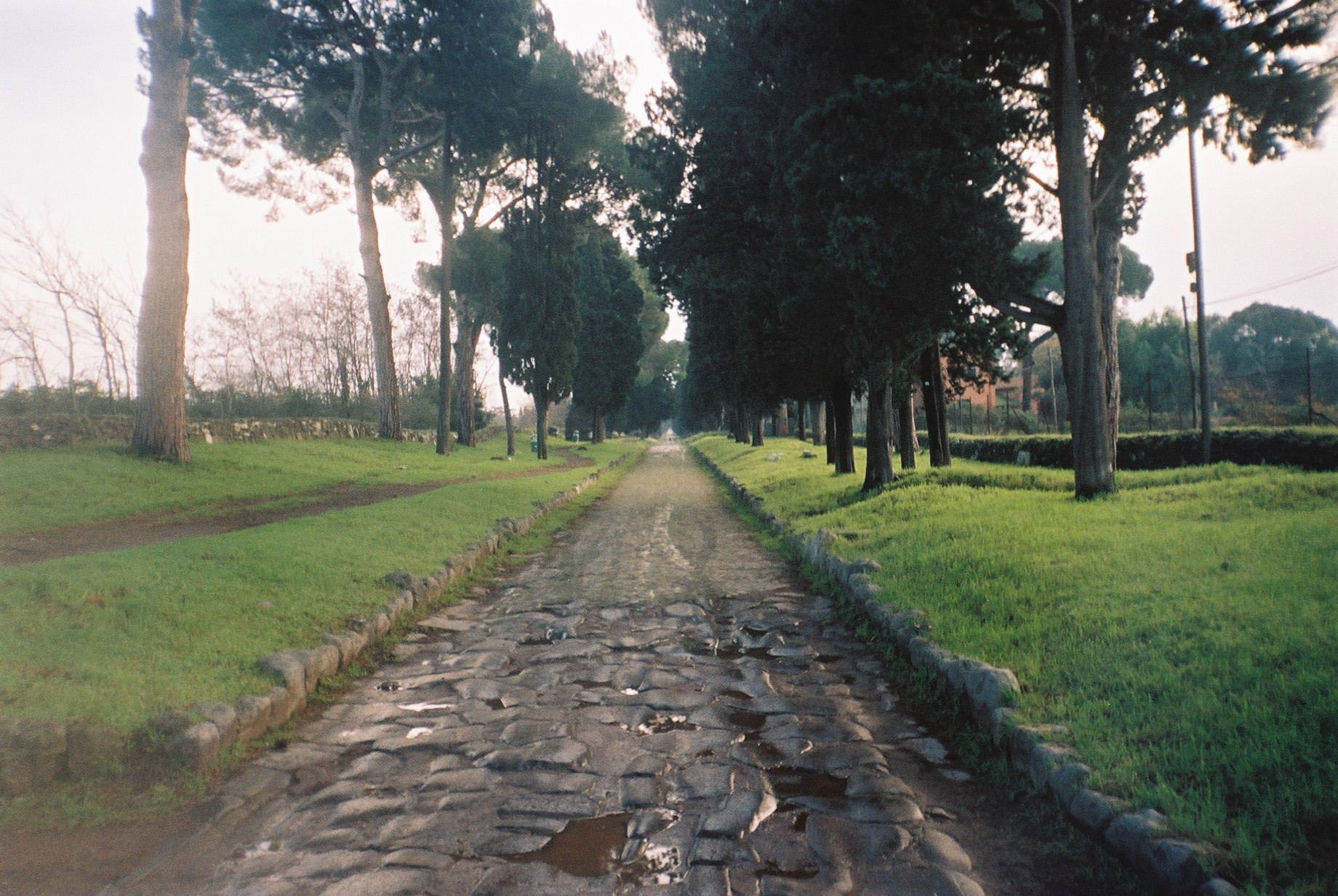
La Vía Appia Antica, Roma. Las calzadas romanas fueron vías de comunicación que facilitaron la propagación del cristianismo (véase también Egeria (monja)).

### Medievo

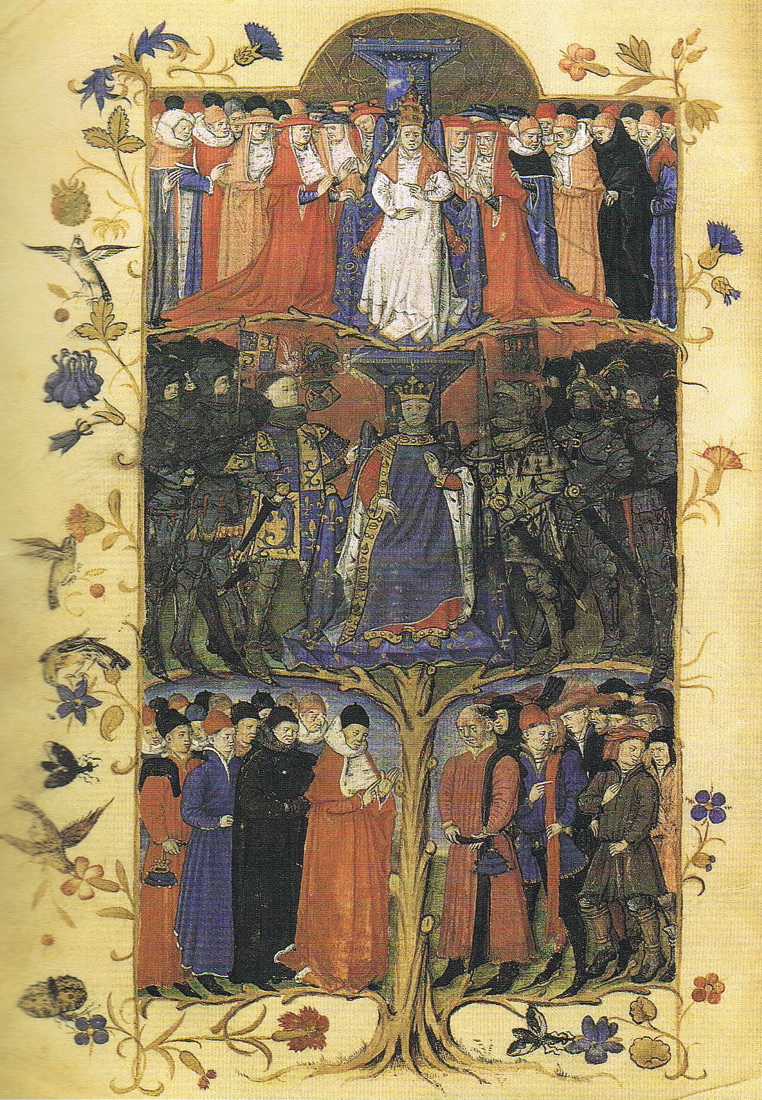
Estamentos medievales propios de la primera mitad del.

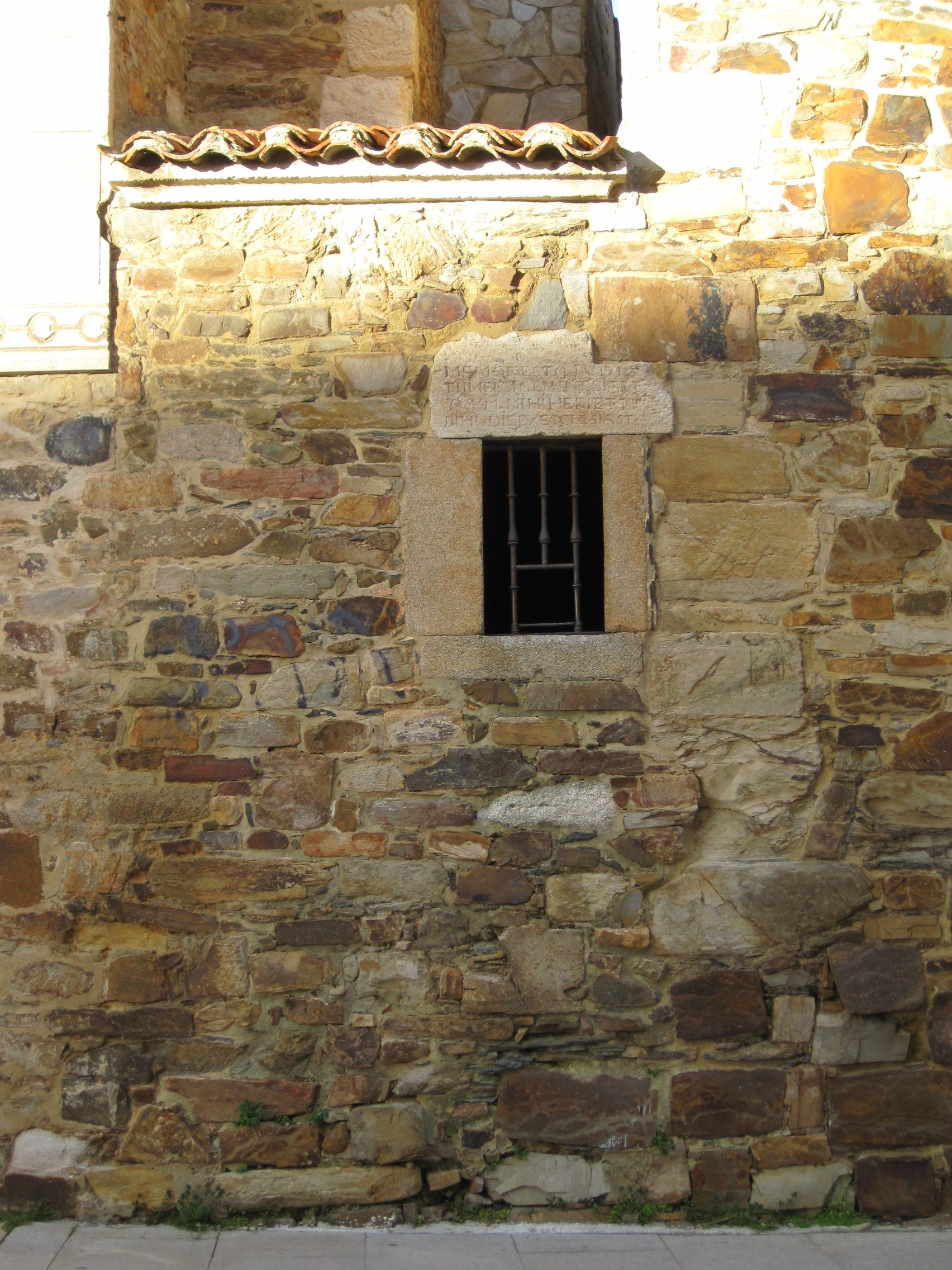
Celda de las emparedadas en Astorga

### Las abadesas: poder y jurisdicción

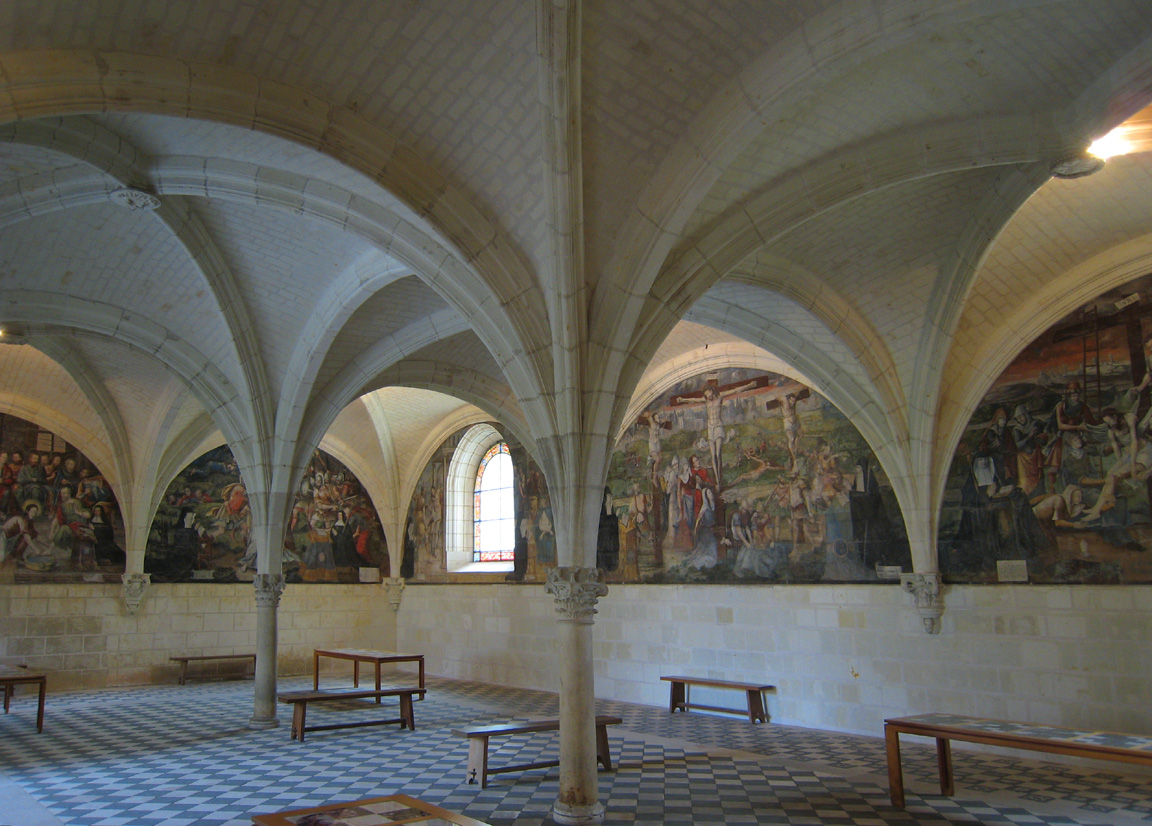
Sala capitular de la Abadía Fontevraud. La abadesa tenía potestad de jurisdicción.